# 学校法人田村学園
学校法人田村学園（がっこうほうじんたむらがくえん）は、東京都目黒区下目黒に本部を置く学校法人。

## 所在地・最寄駅
東京都目黒区下目黒4丁目10番26号
JR山手線・東急目黒線・東京メトロ南北線・都営地下鉄三田線目黒駅から徒歩約12分

## 沿革
- 1937年 - 目黒商業女学校の設立認可。設立者は田村國雄。田村國雄が校長に就任。
- 1943年 - 設立者を学校法人田村学園に変更し、田村國雄が理事長に就任目黒商業女学校から目黒女子商業学校に改称。

- 1947年 - 新学制により目黒女子商業学校から目黒学園女子商業高等学校に改称。
- 1948年 - 目黒学園幼稚園（現目黒幼稚園）を設置。
- 1962年 - 田村國雄が学校法人渋谷教育学園の理事長に就任。
- 1968年 - 大森双葉幼稚園を設置。
- 1970年 - 田村國雄死去。田村邦彦が田村学園理事長に就任。
- 1975年 - 田村邦彦が学校法人青葉学園の理事長に就任。
- 1981年 - 三宿さくら幼稚園を設置。
- 1988年 - 東京都多摩市に聖ヶ丘高等学校を設置。
- 1989年 - 東京都多摩市に多摩大学を設置。
- 1990年 - 目黒学園女子商業学校から目黒学園女子高等学校に改称。
- 1991年 - 東京都多摩市に多摩大学附属聖ヶ丘中学校を設置
- 1994年 - 目黒学園女子中学校を設置。
- 1995年 - 目黒学園女子中学校から多摩大学目黒中学校に改称。
- 1995年 - 目黒学園女子高等学校から多摩大学目黒高等学校に改称。
- 1996年 - 多摩大学目黒中学校を男女共学化。
- 1998年 - 多摩大学目黒高等学校を男女共学化。
- 2005年12月 - 湘南国際女子短期大学を当学校法人の経営する学校に加入の一つとする。

## 学園歌
- 「この輝ける日々よ」

　作曲:三木たかし　作詞:阿久悠

## 設置学校
- 多摩大学
  - 多摩大学目黒中学校・高等学校
  - 多摩大学附属聖ヶ丘中学校・高等学校
- 目黒幼稚園
- 大森双葉幼稚園
- 三宿さくら幼稚園

## 旧・設置学校
湘南国際女子短期大学

## 関連学校法人・設置学校
- 学校法人渋谷教育学園
  - 渋谷教育学園渋谷中学校・高等学校
  - 渋谷教育学園幕張中学校・高等学校
  - 早稲田渋谷シンガポール校（高等部）
  - 渋谷幼稚園
  - ブリティッシュスクール・イン・トウキョウ（英国人幼・小・中学校）
- 学校法人青葉学園
  - 青葉学園幼稚園
  - 東京医療保健大学